# Jakub z Nisibisu

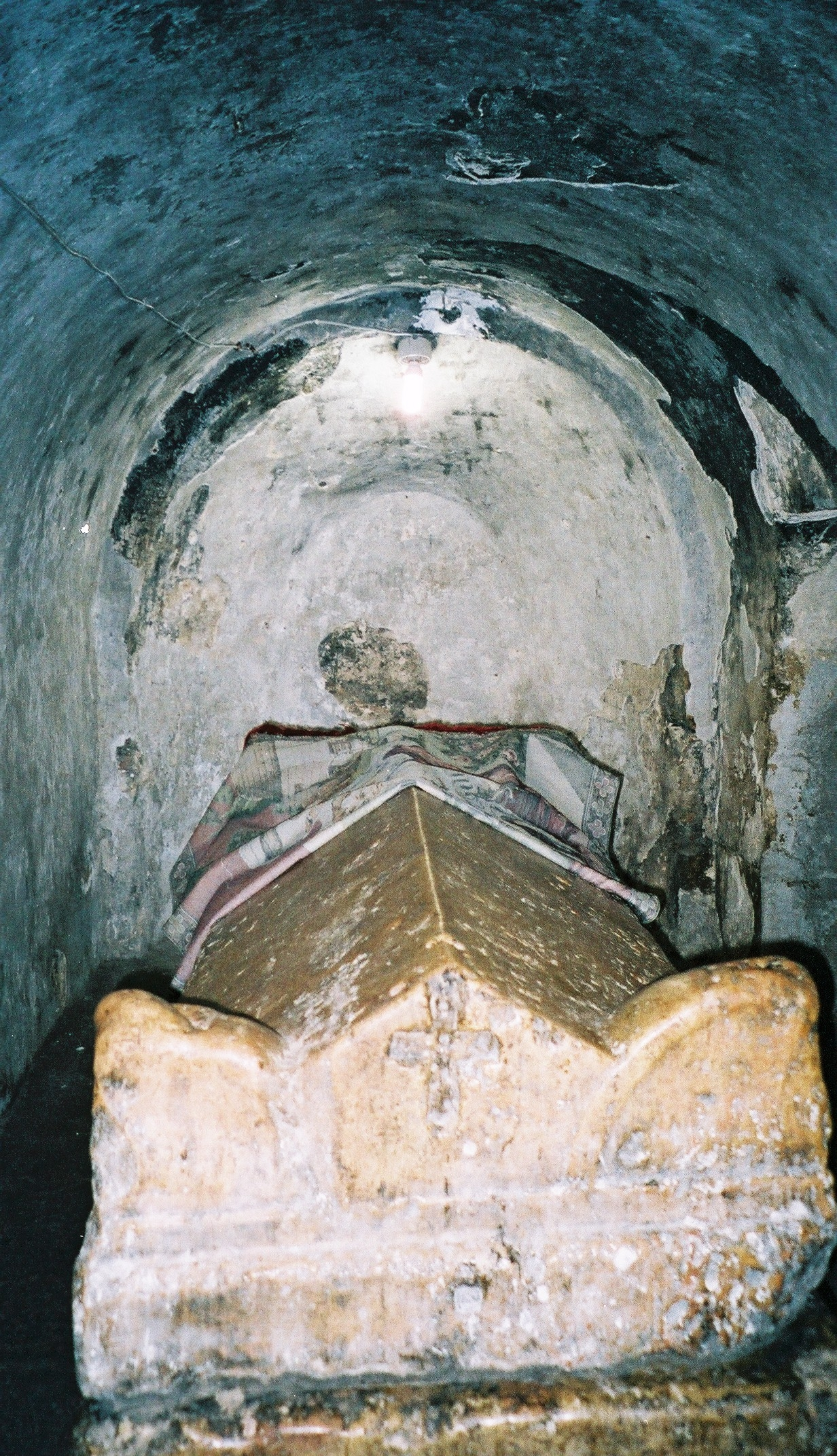
Hrob sv. Jakuba v jemu zasvěceném kostele v Nusaybinu

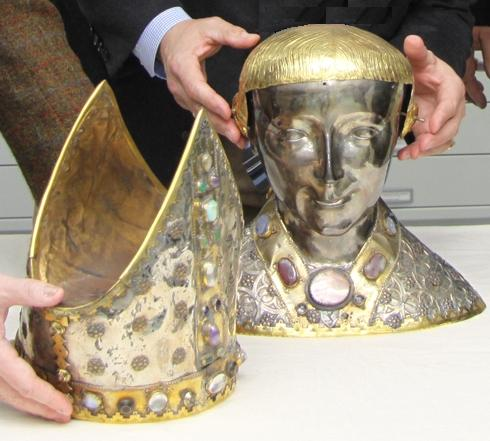
Relikviář hlavy sv. Jakuba v Hildesheimském katedrálním muzeu (Hildesheim, 14. století)

Jakub z Nisibisu (aramejsky ܝܥܩܘܒ ܢܨܝܒܢܝܐ Yaʿqôḇ Nṣîḇnāyâ, přezdívaný Mojžíš Mezopotámie; zemřel asi roku 338 Nisibis) byl raně křesťanský syrský poustevník a biskup v Nisibisu v jihovýchodní Malé Asii od roku 309 až do své smrti. Většina křesťanských církví s kultem svatých ho uctívá jako světce. Jeho památka je v katolické církvi 15. července a ve většině pravoslavných církví 13. ledna.

## Život
Stejně jako egyptští pouštní otcové i Jakub, jehož původ není znám, zvolil přísně asketický poustevnický život a s Peršanem Evženem se stáhl do ústraní kurdských hor. Zvěst o jeho duchovní síle se šířila a v roce 309 jej křesťanská komunita tehdejšího římského pohraničního města Nisibis zvolila svým biskupem. Přestože se zdráhal vzdát mnišského života, ujal se úřadu s odhodláním a energií. Nechal postavit bývalou katedrálu v Nisibisu (dnešní Nusaybin), která je po něm pojmenována. Nachází se tam i jeho hrob.
Slavný teolog a autor hymnů Efrém Syrský, narozený v Nisibisu kolem roku 306, nazýval Jakuba svým učitelem.
V roce 325 se Jakub zúčastnil prvního nicejského koncilu a podpořil protiariánskou pozici Athanasia. Poté se vydal na pouť do Jeruzaléma a zúčastnil se vysvěcení chrámu Božího hrobu.
Pozdější roky jeho episkopátu byly zastíněny vojenskou hrozbou pro Nisibis ze sásánovské říše. Jakub pravděpodobně zemřel během prvního obléhání Šápúrem II. Pozdější legenda mu připisuje zásluhy na tom, že zázračně zachránil město před dobytím. Vnímá ho také jako zakladatele teologické školy v Nisibisu, která však vznikla až po Jakubově smrti a byla s ním spojena pouze nepřímo, zejména prostřednictvím Efréma. Nejisté je také autorství spisů spojených v arménské tradici s jeho jménem; dnes se spíše připisují okruhu syrsko-perského mnicha Afraháta.